# کوم‌باغ
کوم‌باغ (به ترکی استانبولی: Kumbağ) یک منطقهٔ مسکونی در ترکیه است که در تکیرداغ واقع شده‌است. کوم‌باغ ۲٬۰۶۹ نفر جمعیت دارد و ۵ متر بالاتر از سطح دریا واقع شده‌است.
این محل پیش از این یک دهکده ماهیگیری یونانی‌نشین به نام کومبُس بود اما پس از جنگ استقلال ترکیه یونانی‌ها از آن رانده شده و ترک‌هایی که از یونان و بلغارستان آمده بودند جایگزین آن‌ها شدند.